# 토머스 카

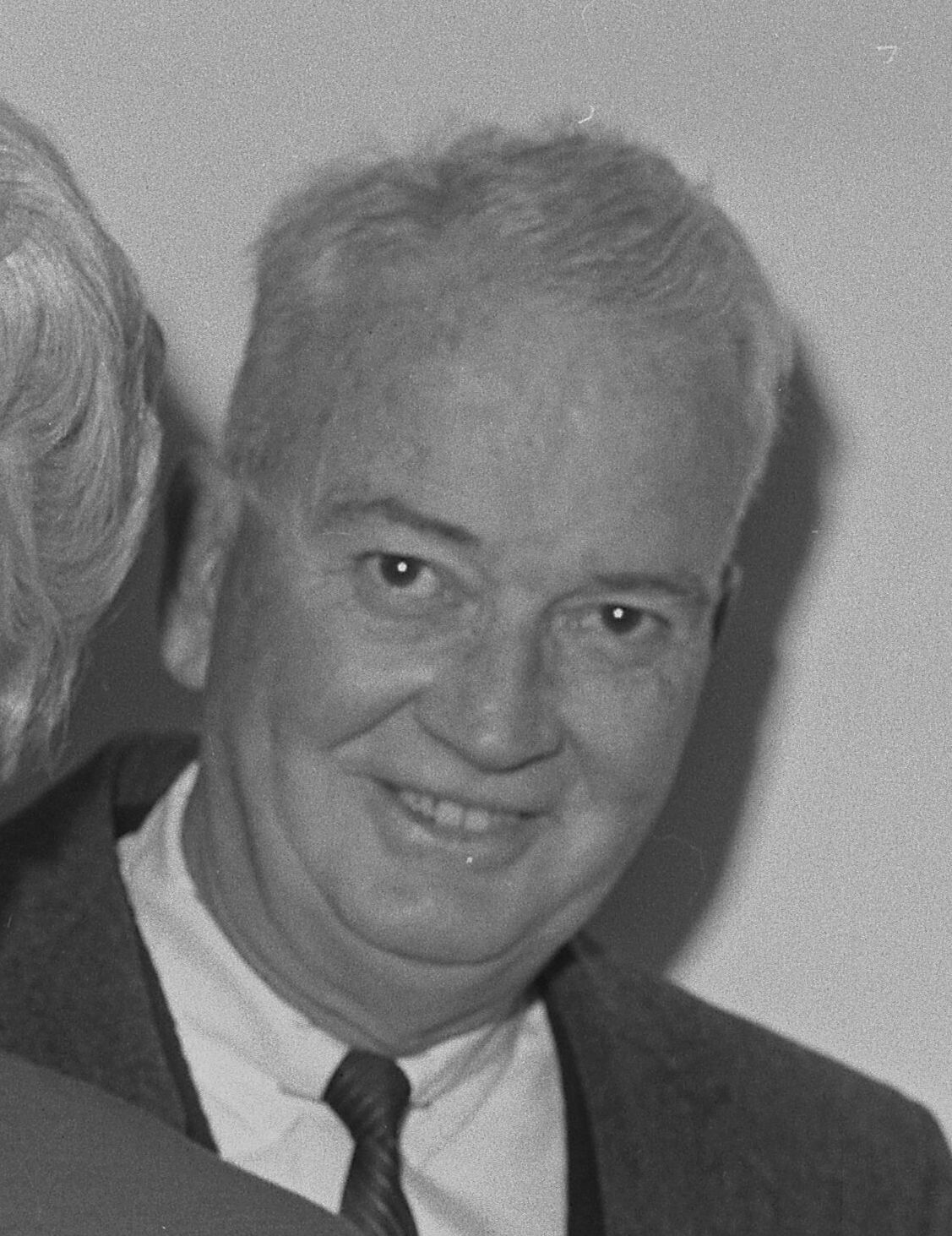

토머스 카(Thomas Carr, 1907년 7월 4일 ~ 1997년 4월 23일)는 미국의 영화 감독, 텔레비전 감독, 배우이다.
필라델피아에서 태어났으며 벤투라에서 사망하였다.

## 영화
- 보난자 (1959년)
- 디노 (1957년)
- 샤이안 (1955년)
- 슈퍼맨 - 54년작 5 (1954년)
- 슈퍼맨 - 54년작 4 (1954년)
- 슈퍼맨 - 54년작 3 (1954년)
- 슈퍼맨 - 54년작 2 (1954년)
- 슈퍼맨 - 54년작 1 (1954년)
- 달려라 래시 (1954년)
- 슈퍼맨 - 53년작 단편 (1953년)
- 슈퍼맨 - 50년대 TV 시리즈 (1952년)
- 딕 트레이시 - 1950년 시리즈 (1950년)
- 슈퍼맨 - 48년작 (1948년)
- 지옥의 천사들 (1930년)
- 날개 (1927년)